# Пхрая Чабан
Пхрая Чабан (*тай. พระยาวิเชียรปราการ; 1717 — 1782) — володар Південної Ланни (Чіангмаю) у 1775—1779 роках.

## Життєпис
Походив з військової місцевої знаті. Народився 1717 року, отримавши ім'я Бунма. Замолоду поступив на службу монархів Ланни. В подальшому зберігав вірність бірманським ставленикам. Втім його відношення до Тадоміндіна, що обійняв трон 1768 року поступово погіршувалося.
1773 року отримав наказ атакував Лампхун, де збиралися війська Таксина, правителя Тхонбурі. Натомість перейшов на бік останнього, сприявши успіхам таксина у 1774 і 1775 роках, що дозволило захопити Південь Ланни. Призначений правителем Чіангмаю. Номінально йому підпорядковувалися князі Лапхуна, Нана і Лампангу. Прийняв тронне ім'я Пхрая Чабан.
Невдовзі почалася війна з Бірмою, внаслідок чого ворог відвоював Чіангмай. Але вже до кінця цього року після відступу бірманської армії повернувся до Чіангмаю. У січні 1777 року бірманський правитель Сінгу Мін відправив 15-тисячне військо, щоб повернути Чіангмай. Проте це місто було сильно зруйновано та спустошено, в ньому вже замало було мешканців. До того ж Таксин  не зміг вчасно допомогти. Тому згодом перебрався Пхрая Чабан до Лампангу. після того як того ж року бірманці залишили Південну Лану перебрався до Тха Ванг Прао, пізніше оселився у Віанг Нон Лонгу.
Поступово став виявляти самостійність, сподіваючись відновити незалежність. 1779 року за вбивство віцекороля Конкео був повалений та запроторений до в'язниці, де помер 1782 року. Чіангмай було приєднано до держави Тхонбурі. Користуючись загальним розгардіяшем після смерті Таксина 1782 року, владу в Чіангмаї захопив Кавіла, князь Лампангу.